# 懷特皮金鎮區 (密歇根州)
懷特皮金鎮區（英語：White Pigeon Township）是位於美國密歇根州聖約瑟夫縣的一個行政鎮區。

## 地方資料
懷特皮金鎮區的面積為71.40平方千米，當中陸地面積為66.10平方千米，而水域面積為5.30平方千米。根據2020年美國人口普查的數據，當地共有人口3762人，而人口密度為每平方千米52.69人。